# Microniscus calani
Microniscus calani là một loài chân đều trong họ Microniscidae. Loài này được G.O. Sars miêu tả khoa học năm 1883.